# Guyana az 1984. évi nyári olimpiai játékokon
Guyana az egyesült államokbeli Los Angelesben megrendezett 1984. évi nyári olimpiai játékok egyik részt vevő nemzete volt. Az országot az olimpián 3 sportágban 10 sportoló képviselte, akik érmet nem szereztek.

## Atlétika
Férfi
| Versenyző  | Versenyszám | Előfutam      | Előfutam      | Előfutam      | Negyeddöntő | Negyeddöntő | Negyeddöntő | Elődöntő | Elődöntő | Elődöntő | Döntő   | Döntő    |
| Versenyző  | Versenyszám | Idő           | Hely.         | Össz.         | Idő         | Hely.       | Össz.       | Idő      | Hely.    | Össz.    | Idő     | Helyezés |
| ---------- | ----------- | ------------- | ------------- | ------------- | ----------- | ----------- | ----------- | -------- | -------- | -------- | ------- | -------- |
| Earl Haley | 100 m       | 10,74         | 4.            | 49.           | kiesett     | kiesett     | kiesett     | kiesett  | kiesett  | kiesett  | kiesett | kiesett  |
| Earl Haley | 200 m       | 21,52         | 5.            | 38.           | kiesett     | kiesett     | kiesett     | kiesett  | kiesett  | kiesett  | kiesett | kiesett  |
| Oslen Barr | 800 m       | 1:47,65       | 3.            | 26.           | 1:46,97     | 7.          | 24.         | kiesett  | kiesett  | kiesett  | kiesett | kiesett  |
| Oslen Barr | 1500 m      | nem ért célba | nem ért célba | nem ért célba |             |             |             | kiesett  | kiesett  | kiesett  | kiesett | kiesett  |

Női
| Versenyző     | Versenyszám | Előfutam | Előfutam | Előfutam | Elődöntő | Elődöntő | Elődöntő | Döntő   | Döntő    |
| Versenyző     | Versenyszám | Idő      | Hely.    | Össz.    | Idő      | Hely.    | Össz.    | Idő     | Helyezés |
| ------------- | ----------- | -------- | -------- | -------- | -------- | -------- | -------- | ------- | -------- |
| June Griffith | 400 m       | 52,27    | 4.       | 6.       | 52,39    | 5.       | 13.      | kiesett | kiesett  |

| Versenyző      | Versenyszám | Selejtező | Selejtező | Döntő    | Döntő    |
| Versenyző      | Versenyszám | Eredmény  | Helyezés  | Eredmény | Helyezés |
| -------------- | ----------- | --------- | --------- | -------- | -------- |
| Jennifer Innis | Távolugrás  | 617 cm    | 13.       | kiesett  | kiesett  |

## Kerékpározás

### Országúti kerékpározás
Férfi
| Versenyző          | Versenyszám   | Idő           | Helyezés      |
| ------------------ | ------------- | ------------- | ------------- |
| Randolph Toussaint | Mezőnyverseny | nem ért célba | nem ért célba |

### Pálya-kerékpározás
Sprintverseny
| Versenyző    | Versenyszám  | 1. forduló                                   | 1. forduló | Vigaszág                                       | Vigaszág | Döntő                                       | Döntő | 2. forduló           | 2. forduló | Vigaszág             | Vigaszág | Nyolcaddöntő           | Nyolcaddöntő | Vigaszág               | Vigaszág | Döntő                | Döntő   | Negyeddöntő          | 5–8. helyért           | 5–8. helyért | Elődöntő             | Döntő                | Helyezés |
| Versenyző    | Versenyszám  | Ellenfelek Győztes idő                       | Hely       | Ellenfelek Győztes idő                         | Hely     | Ellenfelek Győztes idő                      | Hely  | Ellenfél Győztes idő | Hely       | Ellenfél Győztes idő | Hely     | Ellenfelek Győztes idő | Hely         | Ellenfelek Győztes idő | Hely     | Ellenfél Győztes idő | Hely    | Ellenfél Győztes idő | Ellenfelek Győztes idő | Hely         | Ellenfél Győztes idő | Ellenfél Győztes idő | Helyezés |
| ------------ | ------------ | -------------------------------------------- | ---------- | ---------------------------------------------- | -------- | ------------------------------------------- | ----- | -------------------- | ---------- | -------------------- | -------- | ---------------------- | ------------ | ---------------------- | -------- | -------------------- | ------- | -------------------- | ---------------------- | ------------ | -------------------- | -------------------- | -------- |
| James Joseph | Férfi egyéni | Mark Barry (GBR) · Gene Samuel (TRI) · 11,84 | 2.         | Kenrick Tucker (AUS) · Hugo Daya (COL) · 11,23 | 3.       | Paulo Jamur (BRA) · Brian Lyn (ANT) · 11,92 | 3.    | kiesett              | kiesett    | kiesett              | kiesett  | kiesett                | kiesett      | kiesett                | kiesett  | kiesett              | kiesett | kiesett              | kiesett                | kiesett      | kiesett              | kiesett              | kiesett  |

Pontverseny
| Név             | Versenyszám | Selejtező | Selejtező  | Selejtező | Döntő   | Döntő      | Döntő    |
| Név             | Versenyszám | Pont      | Körhátrány | Hely.     | Pont    | Körhátrány | Helyezés |
| --------------- | ----------- | --------- | ---------- | --------- | ------- | ---------- | -------- |
| Aubrey Richmond | Férfi       | 0         | –2         | 21.       | kiesett | kiesett    | kiesett  |

## Ökölvívás
| Versenyző    | Versenyszám | Selejtező                   | 32-es főtábla                 | Nyolcaddöntő                     | Negyeddöntő       | Elődöntő          | Döntő             | Helyezés |
| Versenyző    | Versenyszám | Ellenfél Eredmény           | Ellenfél Eredmény             | Ellenfél Eredmény                | Ellenfél Eredmény | Ellenfél Eredmény | Ellenfél Eredmény | Helyezés |
| ------------ | ----------- | --------------------------- | ----------------------------- | -------------------------------- | ----------------- | ----------------- | ----------------- | -------- |
| Junior Ward  | Légsúly     |                             | Szegava Szeiki (JPN) · KO     | kiesett                          | kiesett           | kiesett           | kiesett           | 17.      |
| Steve Frank  | Pehelysúly  | Alexander Wassa (INA) · 0:5 | kiesett                       | kiesett                          | kiesett           | kiesett           | kiesett           | 33.      |
| Gordon Carew | Könnyűsúly  | erőnyerő                    | André Kimbu Mboma (COD) · 5:0 | Martin N'Dongo Ebanga (CMR) · KO | kiesett           | kiesett           | kiesett           | 9.       |